# Авија S-199
Авија S-199 (Avia S-199) је једномоторни једноседи ловачки авион направљен у Чехословачкој. Авион је произведен у компанији Авиа из Прага, на бази немачког Месершмит Bf 109G а први пут је полетео 1947. године.

## Пројектовање и развој
После Другог светског рата на територији Чехословачке остао је значајан број немачких авиона Месершмит Bf 109G и K. Пошто су недостајали оригинални немачки мотори Даимлер-Бенз DB 605, одлучено је да се ови авиони опреме моторима Јумо 211F (са чехословачком ознаком М- 211F). Производња ових авиона поверена је прашкој фабрици Авиа и фабрици авиона Аеро. Први модификовани авион је добио назив Авија -{S-199} и полетео је 1947. године. Због својих лошијих перформанси у односу на оригинални Месершмит Bf 109G пилоти су га популарно звали "мазга".

## Технички опис
За технички опис овог авиона погледај чланак Месершмит Me 109.
Труп
Погонска група се састојала од мотора М-211F (Јумо 211F) који је био бензински четворотактни течношћу хлађени дванаестоцилиндрични мотор са обрнутим V распоредом цилиндара, турбопуњачем и редуктором. На вратилу мотора је била трокрака метална елиса са променљивим кораком.
Крила
Репне површине:
Стајни трап

## Верзије
- S-199 - производна верзија ловца једноседа (произведено 450 авиона).
- CS-199 - школско борбени авион двосед (произведено 82 авиона).

## Оперативно коришћење
Авион Авиа S-199 је био основни ловачки авион чехословачког ратног ваздухопловства од 1948. до 1951. године када почиње замена ових ловаца млазним авионима. Та замена траје до 1955. године када је отписан и последњи ловац овог модела.
У току првог арапско-израелског рата 1948. Израелу је продато 24 авиона Авиа S-199 који су учествовали у ратним операцијама.

### Сачувани примерци
Обе верзије авиона S-199 и CS-199 могу се видети у Музеју ваздухопловства Кбели у Чешкој.

## Земље које су користиле авион
- Чехословачка
- Израел